# Golgiho šlachové tělísko

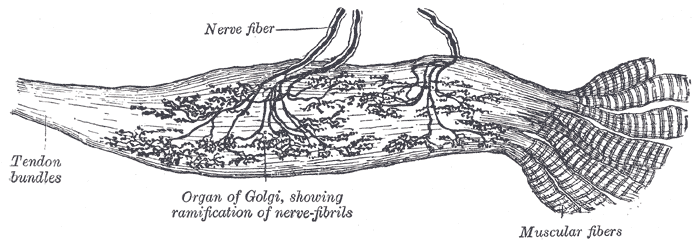
Golgiho šlachová tělíska

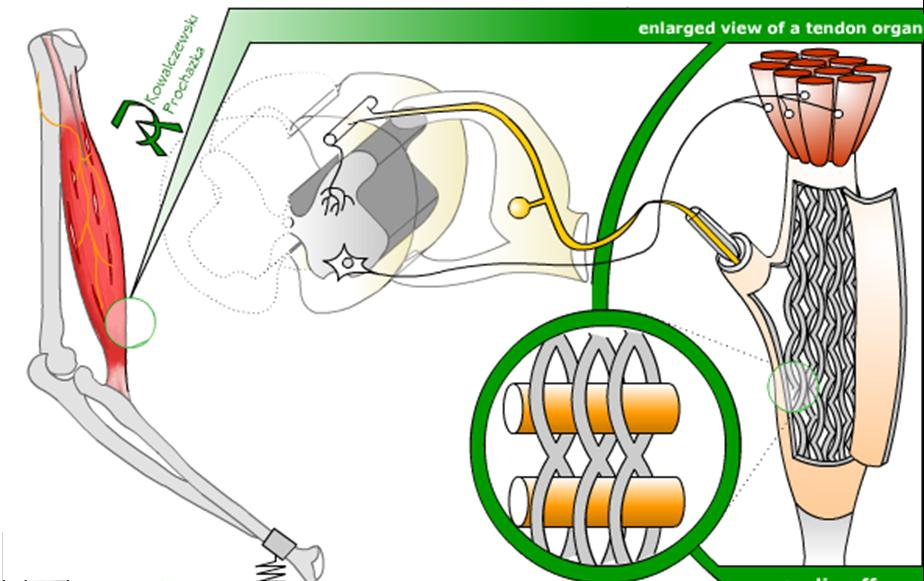
Model funkce

Golgiho šlachová tělíska jsou zdrojem obráceného myotatického reflexu, který způsobí relaxaci svalu poté, co jeho mechanické přepětí dosáhne krizové, mezní hodnoty. Tato relaxace je odpověď na silné pasivní napnutí šlachy, které musí být vyšší než je nutné k podráždění svalového vřeténka. Jeho práh dráždivosti je vyšší a nelze ho měnit, jako je tomu u svalového vřeténka.
Spolu s dalšími podobnými tělísky umožňuje tzv. propriocepci.

## Struktura
Golgiho šlachová tělíska se nacházejí ve šlaše, v těsné blízkosti spoje se svalem. Morfologicky se jedná se o vřetenovité útvary, které jsou sériově napojeny na 15 až 20 extrafuzálních svalových vláken. Každé tělísko se skládá z kolagenních vláken, která jsou uzavřená ve vazivovém obalu. Tato kolagenní vlákna jsou opřádána terminály senzorických vláken typu A alfa, která vstupují do tělíska v jeho centrální oblasti. Struktura Golgiho šlachového tělíska a jeho napojení na extrafuzální vlákna v serii způsobují, že se při pasivním natažení svalu nebo jeho aktivní kontrakci kolagenní vlákna receptoru protáhnou a stisknou mezi nimi probíhající nerové terminály.  Tento podnět způsobí vznik generátorového potenciálu, který při určité intenzitě odpálí akční potenciály na aferentním vláknu.

## Spoje
Axon senzorického neuronu po vstupu do míchy vytváří spojení:
- Přes inhibiční interneuron se napojuje na alfa motoneurony homonymního svalu a jeho synergistů [1]
- Přes excitační interneuron se napojuje na alfa motoneurony příslušných antagonistických svalů, tedy se zde uplatňuje mechanismus reciproční inervace.  [1]
- Prostřednictvím drah zadních provazců míšních a mediálního lemnisku se signál dále šíří do somatosenzorického kortexu a prostřednictvím spinocerebelárních drah a cuneocerebelárního traktu do mozečku [1]